# Імморалізм
Імморалізм (лат. immoralismus: від лат. in- — не- і лат. moralis — моральний) — естетичний принцип, що виправдовує егоїзм, індивідуалізм; негативне ставлення до загальнолюдських моральних цінностей.
Імморалізм в тій або іншій формі присутній у найбільш ранніх філософських дослідженнях починаючи з античності, позитивно корелюючи з такими течіями, як релятивізм, агностицизм, нігілізм і т. п.
До послідовників «чистого» імморалізму можна віднести софістів, скептиків, Нікколо Мак'явеллі, Фрідріха Ніцше та інших.